# Isla Haixinsha (Distrito Haizhu)
La isla Haixinsha (en chino, 海心沙) es una isla en el distrito de Haizhu, Cantón, en la provincia de Cantón, al sur de la República Popular de China. Está situada entre el Puente Luoxi (chino simplificado: 洛溪大桥) y el puente Xinguang (chino simplificado: 新光大桥). Está al sur de la estación de Lijiao de la isla Haizhu y al norte de la isla de Luoxi del distrito de Panyu.